# Une conquête (film, 1909)
Pour les articles homonymes, voir Une conquête.
Pour plus de détails, voir Fiche technique et Distribution.
Une conquête est un film muet français réalisé par Charles Decroix, sorti en 1909.

## Fiche technique
- Titre : Une conquête
- Réalisation : Charles Decroix
- Scénario : Armand Massard, Charles Decroix
- Photographie :
- Montage :
- Société de production : Le Film d'Art
- Société de distribution : Pathé Frères
- Pays d'origine :  France
- Langue : français
- Métrage : 130 mètres
- Format : Noir et blanc — 35 mm — 1,33:1 — Muet
- Genre :  Comédie
- Durée : 4 minutes
- Dates de sortie : 
  -  France : 22 octobre 1909

## Distribution
- Max Linder
- Jane Frémeaux